# 通道捆合技術
在電腦網路中，通道捆合技術（英語：Channel bonding）是用來調整、排定一部電腦上的兩個或兩個以上的網路介面，好讓網路傳輸量（throughput，有時也稱：通量）增加，或使兩個以上的網路介面能結合成備援（redundancy，有時也稱：冗餘）機制。
一部電腦上若具有兩個（或兩個以上）的乙太網路埠，且乙太網路交換器（Ethernet Switch）、作業系統等也都支援、支持「通道合捆技術」的話，將可以讓一部電腦的網路傳輸封包（Packet）、訊框（Frame）進行拆分（Stripe），拆分後平均分配於兩個網路埠上傳輸，這種作法在某種程度上與磁碟陣列（RAID，Redundant Array of Independent Disks）的Stripping技術相類似，能夠讓傳輸因網路埠的增加而加快完成傳輸。也因為這個原因，通道合捆技術有時也會被稱為RAIN（Redundant Array of Independent Networks），或者是「Redundant Array of Independent NetworkInterfaces」。
另外，「Multiple dialup links over POTS」技術也能將通道進行合捆，在某種程度上也很接近頻寬調配（aggregate bandwidth）與路由機制（routing schemes），進而簡化連外網路在連線傳輸上的負載平衡（load-balance）。
類似的，「Multiple DSL lines」技術也能以合捆方式獲得更高的傳輸頻寬，例如在英國有時即是將ADSL連線進行通道合捆，使原本只能有2Mbps的傳輸頻寬，提升到512kbps的上行頻寬及4Mbps的下行頻寬。
此外，無線區域網路（WLAN）也有類似的作法，例如將原有每通道20MHz的頻寬拓增到40MHz或60MHz，如此就可以獲得多一倍、二倍的頻寬，以IEEE 802.11g為例，原有20MHz的頻寬能有54Mbps的通量，使用通道合捆技術後即可達到108Mbps、162Mbps頻寬，但缺點是相同無線覆蓋範圍的其他用戶若也使用無線區域網路則會遭受到嚴重干擾，所以有時這種技術也被部分業者指責為惡鄰（bad neighbor）技術。
不過，很諷刺的是，新的WLAN標準：IEEE 802.11n在草版之後的規範中仍是用相容（也稱：兼容）過往的20MHz通道頻寬，但選用（Optional）功能上也允許使用拓寬一倍的40MHz頻寬。